# Wei Guangqing
Wei Guangqing (* 1963 in Huangshi, Hubei, China) ist ein chinesischer Maler. Er wurde bekannt durch seine Serien Red Wall und Made in China.

## Kunststil
Wei Guangqing war einer der Hauptmitglieder des 85’s New Wave Art Movement. In den 1990er Jahren wurde er Mitglied der politisch orientierten Pop-Künstler. Seine Werke weisen eine flache und symbolische Komposition auf, die einen Verweis zur traditionellen Ethik und modernen Kultur darstellt. Red Wall ist ein symbolisches Werk, das anhand traditioneller Holzschnitz-Illustration und Geschichten auf alte Werte eingeht. Hierbei verweist Wei Guangqing durch den Gebrauch der visuellen Sprache von Comics auf den Gegensatz von Tradition und Moderne.
Seine Farbpalette enthält starke Komplementärfarben. Der Künstler kreiert einen historisch-ethnischen Pop mit regionaler Bedeutung.

## Einzelausstellungen (Auswahl)
- 2008 Old Scriptures, ShanghART H-Space, Shanghai, China
- 2007 Zuo Tu You Shi, He Xiangning Art Museum, Shenzhen, China
- 2005 Made in China – the painting of Wei Guangqing, Hubei Institute of Fine Arts, Wuhan, China
- 2004 Chinese Classics: three word-rhymes, ShanghART Gallery, Shanghai, China
- 2002 Twenty-six evil spirit passes – the day of peace, ShanghART Gallery, Shanghai, China
- 2000 The extended virtuous words – red wall series, ShanghART Gallery, Shanghai, China
- 1998 A simulation experience on the suicide scheme about '1' performance art, Wuchang East Gate, Wuhan, China

## Gruppenausstellungen (Auswahl)
- 2007
  - Aired, ShanghART Gallery, Shanghai, China
  - 85&89-85 ART Mind and Post 89 Art, Expol-Sources Art Space, Beijing, China
  - 85 New Wave – The Birth of Chinese Contemporary Art, Ullens Center for Contemporary Art, Beijing, China
  - Forms of Concepts: The Reform of Concepts of Chinese Contemporary Art 1987–2007 – The New Generation and Bad Art, 2007 Wuhan 2nd Documentary Exhibition of Fine Arts, Wuhan, China
  - Individual Positions 1, ShanghART Gallery, Shanghai, China
  - Contemporary Cultural Venation-China Version-2007, Credit Beijing Contemporary Art Exhibition, Today Art Gallery, Beijing, China
  - Wuhan! Wuhan! Wuhan Contemporary Art Exhibition 2007, Nanjing, China
  - Resonance 2007 Chinese Contemporary Oil Painting Exhibition, Shenzhen Museum of Contemporary Art, Shijiazhuang, China
  - What's Next? Chinese Contemporary Art Exhibition, Hong Kong City Hall
  - Chinese Contemporary Soart, The State Tretyakov Gallery, Moskau
- 2006
  - Limitation and Freedom – Spring Market, Fine Arts Literature Art Center, Wuhan, China
  - New China, Pablo’s Birthday Gallery, New York, USA
  - Mahjong: Contemporary Chinese Art from the Sigg Collection (Wanderausstellung) Hamburger Kunsthalle, Hamburg

Kunstmuseum Bern, Bern, Schweiz
- 2005
  - Conspire, Beijing TS1 Contemporary Art Center 1st Exhibition, Beijing, China
  - China – Contemporary Painting, Fondazione Cassa di Risparmio, Bologna, Italien
- 2004
  - The 1st Wu Han Nominative Exhibition of Fine Arts Literature, Art Gallery of Hubei Institute of Fine Arts, China
  - Beyond Boundaries, Shanghai Gallery of Art, Shanghai, China
- 2003
  - The 3rd Chinese Oil Painting Exhibition, China National Museum of Fine Arts, Beijing, China
- 2002
  - Reinterpretation: A Decade of Experimental Chinese Art, The First Guangzhou Trienniale, Guangdong Museum of Art, Guangzhou, China
  - Chinart – Chinese Contemporary Art, Museum Küppersmühle Sammlung Grothe
  - The 17th Asian International Art Exhibition, Daejeon Museum of Art, Daejeon, Korea
  - A Point in Time, Meilun Art Museum, Changsha, China
  - Conceptual Images - 2002 Chinese Contemporary Oil Painting Exhibition, Shenzhen Art Museum, Guangdong, China
  - Paris-Pekin, Espace Pierre Cardin, Paris, Frankreich
- 2001
  - The 16th Asian International Art Exhibition, Guangdong Museum of Art, China
  - Hotpot, Hustnernes Hus, Oslo, Norwegen
  - As long as they catch mice…, Munkeruphus Gallery, Mumkerphus, Dänemark
- 2000
  - Global Conceptualism – Points of Origin, 1950s-1980s, MIT List Visual Arts Center, Cambridge, USA
  - Global Conceptualism, Miami Art Museum, U.S.A
  - Chinese Contemporary Painting Exhibition, Breda's Museum, Breda, Niederlande
  - Society – The 2nd Academic Exhibition, Chendu Upriver Gallery, Sichuan, China
- 1999
  - Fortune Global Forum Contemporary Art Exhibit, Jinmao Podium Bldg. Shanghai
  - Global Conceptualism: Points of Origin, 1950s-1980s, Queens Museum of Art, New York,U.S.A.
  - The 14th International Asian Art Exhibition, Asian Art Museum, Fukuoka, Japan
- 1998
  - Chinese Contemporary Art Exhibition, Haus der Kulturen der Welt, Berlin
  - China! (Wanderausstellung)
  - Haus der Kulturen der Welt, Berlin
  - Artist's House, Wien, Österreich
  - Charlottenburg, Kopenhagen, Dänemark
  - Zachęta Modern Art Mudrum, Warschau, Polen
- 1997
  - Talk to China, Kopenhagen, Dänemark
  - Red & Grey - 8 Chinese Artists, Soobin, Singapur
  - Quotation Marks – Chinese Contemporary Paintings, National Art Museum, Singapur
- 1996
  - Reality: Present& Future - '96 Chinese Contemporary Art, International Art Palace, Beijing, China
- 1995
  - New Asian Art Show: China, Korea, Japan (Wanderausstellung), Tokio & Fukuoka, Japan
  - Gallery of Capital Normal University, Beijing
  - Beyond Ideology: New Art from China, Haus der Kulturen der Welt, Hamburg
- 1994
  - The 2nd Chinese Oil Painting Exhibition, Shanghai Art Museum; National Art Museum of China, Beijing
- 1993
  - 93 Chinese Oil Painting Biennale Exhibition, Beijing
  - China's New Art, Post-1989, Hong Kong Arts Centre und City Hall, Hong Kong
- 1992
  - The First Guangzhou Art Biennial in China, Guangzhou International Conference And Exhibition Centre
  - The First Bienniale Art Exhibition, Guangzhou
- 1991
  - The First Chinese Oil Painting Exhibition, Beijing
- 1990
  - I don't Want to Play Cards with Cezanne, Pacific Asia Museum, Pasadena, USA
- 1989
  - China/Avant-garde Art Exhibition, National Art Museum of China, Beijing